# Pula-pula-assobiador
O pula-pula-assobiador (Myiothlypis leucoblephara) é uma ave sul-americana de porte maior que a maioria de seus congêneres. É uma espécie predominantemente insetívora, sendo que forrageia exclusivamente no sub-bosque.
A exemplo das outras espécies do gênero, o pula-pula-assobiador nidifica no solo, construindo o ninho geralmente escondido por folhas secas e/ou próximo a barrancos. O pula-pula-assobiador é endêmico da porção sul da Mata Atlântica (sensu lato) com registros desde o sul do Rio de Janeiro,  Minas Gerais, e Mato Grosso do Sul - no Brasil - até a Província de Misiones - Argentina, Paraguai e Uruguai.
Habita florestas de altitude elevada mas possui registros em florestais de menor altitude à medida que sua distribuição avança em direção sul.
Não ocorre em fragmentos florestais com sub-bosque pouco representativo ou ausente. Seu canto, bastante melodioso, é apressado no início, passando a uma escala clara descendente.